# 傅暢
傅 暢（ふ ちょう、? - 330年）は、五胡十六国時代後趙の人物。字は世道。北地郡泥陽県の出身。祖父は魏の陽郷侯傅嘏。父は西晋の司徒傅祗。兄は西晋の御史中丞傅宣。

## 生涯
20歳に満たぬうちから甚だ名望を博したという。
西晋に仕官すると、選抜を受けて東宮（皇太子の宮殿）の侍講（皇族に学問を教える役職）となった。やがて秘書監に昇進した。
311年6月、洛陽が漢（後の前趙）軍の攻勢により陥落し、懐帝は捕らわれの身となると、父の傅祗は大将軍苟晞と共に河陰において行台（臨時政府）を立てた。傅暢は父から承制（皇帝に代わって諸侯や守相を任命する事）を受け、河陰県令に任じられた。
この時、豫州刺史閻鼎もまた密県に拠って行台を立てており、秦王司馬鄴（後の愍帝）を盟主に仰いでいた。10月、傅暢は閻鼎へ手紙を送り、秦王を奉じて洛陽を越え、山陵へ謁拝し、長安に拠って胡人・漢人を慰撫し、義兵を興して宗廟を復活させ、社稷の恥を雪ぐよう勧めた。閻鼎はこれに同意し、司馬鄴を伴って関中に移った。
傅祗が三渚に駐屯すると、傅暢もまたこれに従った。
312年4月、漢の中山王劉曜が三渚に侵攻すると、傅祗は突如として病死してしまった。これにより城は陥落し、傅暢は捕らえられて平陽に連行され、以降は漢に仕える事となった。
劉聡は傅祗に太保を追贈し、傅祗の孫である傅純・傅粋を給事中に任じた。さらに傅暢を引見すると「尊公（傅祗）は天命を全うできなかったが、主君に忠を尽くしたから、朕はこれを顕彰する。しかしながら晋主は既に降伏しており、天命の支えはない。にもかかわらず、尊公は漢の南方を荒らして国境を動揺させた。これはまさしく罪である。だが、朕はその元悪に官位を追贈し勲功を与え、逆臣の孫を登用した。卿もこれで漢の徳を知ることができたのではないか」と問うた。傅暢は「陛下が先臣を称賛される度に、その忠節を明らかにされたことの大恩を感じます」と言うのみであった。
その後、漢の大将軍石勒に仕えると、大将軍右司馬に任じられた。やがて参軍に任じられた。
319年11月、石勒が趙王位に即くと、経学祭酒を領した。
石勒の命により、徐光・宗歴・鄭愔等と共に『上党国記』・『起居注』・『趙書』を撰した。
傅暢は朝廷の儀礼を備えていたので、長きに渡って国家機密に参画するようになり、石勒より大いに重用された。
330年、この世を去った。
存命中、『晋諸公賛』21巻・『晋公卿礼秩故事』9巻を著述し、これらは世において流通したという。三国志に注釈を付けた裴松之は『晋諸公賛』からも多数引用している。

## 逸話
5歳の時、父の友人は彼を見かけると、戯れに衣を脱がせて金環を取り上げると、侍者に与えてしまった。だが、これに傅暢は全く惜しまなかったので、称賛を受けたという。

## 子孫

### 子
- 傅沖 - 傅宣（傅暢の兄）の死後、彼に子がいなかった事から、その後を継いだ。
- 傅泳 - 傅暢の死後、長江を越えて東晋に帰順し、交州刺史・太子右衛率を歴任した。
- 傅洪 - 永和年間に後趙が乱れると、東晋へ帰順した。

### 孫
- 傅歆 - 傅洪の子。官位は梁州刺史に至った。東晋末期の名将傅弘之を生んだ。